# فردریک فترلین
فردریک فترلین (انگلیسی: Frederik Fetterlein؛ زاده ۱۱ ژوئیهٔ ۱۹۷۰) یک تنیس‌باز بازنشسته اهل دانمارک است.